# Karine Ruby
Karine Ruby (Bonneville, 1978 - Mont Blanc, 2009) fou una esquiadora francesa, especialista en surf de neu, considerada una de les millors especialistes d'aquesta disciplina.

## Biografia
Va néixer el 4 de gener de 1978 a la ciutat de Bonneville, població situada al departament de l'Alta Savoia.
Va morir el 29 de maig de 2009 al Mont Blanc a conseqüència d'una caiguda mentre practiva l'esquí de camp a través juntament amb Simone Ouest.

## Carrera esportiva
Va participar, als 20 anys, en els Jocs Olímpics d'Hivern de 1998 realitzats a Nagano (Japó), on aconseguí guanyar la medalla d'or en la prova d'eslàlom gegant, convertint-se així en la primera medallista olímpica de la història en aquesta disciplina. En els Jocs Olímpics d'Hivern de 2002 realitzats a Salt Lake City (Estats Units) aconseguí guanyar la medalla de plata en la prova d'eslàlom paral·lel, hereva de l'eslàlom gegant disputat en l'edició anterior. En els Jocs Olímpics d'Hivern de 2006 realitzats a Torí (Itàlia) participà en la prova de camp a través, on finalitzà setzena.
Al llarg de la seva carrera guanyà 10 medalles en el Campionat del Món de l'especialitat, sis d'elles d'or. Així mateix guanyà 6 Copes del Món de surf de neu (1996, 1997, 1998, 2001, 2002 i 2003), amb un total de 65 victòries.